# 우장구 (쑤저우시)

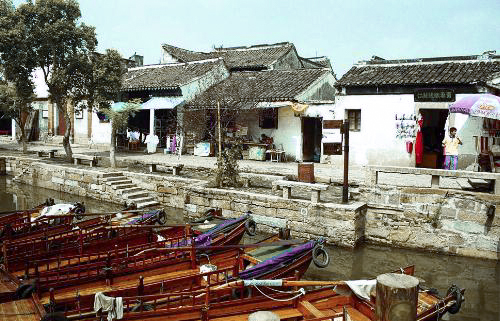

우장구(吴江区)는 장쑤성 쑤저우 시의 시할구이다. 총면적은 1192 평방킬로미터이며 인구는 79만 명이다. 구 인민정부가 쑹링 진(松陵镇)에 있다.

## 역사
909년 양나라 때 형성되었다. 1296년 원나라 때 확장되었고, 명나라 홍무제 원년에 현이 되었다. 1726년 청나라 옹정제 4년에 우장의 인구가 늘어나자 다시 확장하여 동부의 우장현과 서부의 쩐즈 현(震泽县)의 2개의 현으로 나뉘었다. 1912년 중화인민공화국 원년 2개의 현으로 다시 합병되었다. 1949년 4월 인민해방군이 우장을 점령하고, 1992년 현급시로 등록되었다. 2012년 시할구로 승격되었다.

## 지리
우장 구 동쪽으로는 상하이의 칭푸 구가 접하고, 남쪽 편으로는 저장성 자싱 시와 퉁샹 시(桐乡市)가 접한다. 서쪽 편으로는 타이후가 있고, 북쪽으로는 쑤저우의 우중 구가 있다. 동남쪽으로는 저장 성 자산 현(嘉善县)에 인접해 있다. 동북쪽으로는 쿤산 시가 접해 있고, 서남 쪽 저장성 후저우 시의 바깥 경계에 접한다.
우장의 지세는 낮고, 북동쪽에서 남서쪽으로 완만한 경사를 이룬다. 남북의 해발 고도는 약 2m 정도에 이른다.
진급 9개와 성급 경제구역이 2개가 있다.

## 행정구역
2000년 21개의 진으로 이루어져있었다. 현재는 9개 진을 관할한다.
- 진: 松陵鎮, 盛澤鎮, 同里鎮, 平望鎮, 桃源鎮, 震澤鎮, 汾湖鎮, 橫扇鎮, 七都鎮

## 경제
우장의 경제는 잘 개발되어있다. 현재 중국에서 가장 경제적으로 성공한 도시들 중 하나이다. 2007년 GDP는 618억 위안에 달했고 2006년에 비해 23.4% 성장하였다. 1인당 GDP는 78149위안(11442달러)에 달했고 2006년에 비해 22.6% 성장하였다. 1300개가 넘는 외국 기업들이 진출해있고 총 등록된 투자액은 100억 달러에 이른다.
다음의 한국 업체들이 이곳에 진출해 있다.
- 동아제약 중국 현지 박카스 공장(소주강보익음료유한공사)이 이곳에 있다.
- SKC

## 교통
경항대운하가 남북으로 관통한다. 타이푸허(太浦河)가 동서로 횡단한다. 경호철로 쑤저우 역에서 22km 떨어져 있다. 상하이 훙차로 공항에서 80km 떨어져 있다.

## 자매 도시
- 대한민국 경기도 화성시
- 일본 지바현 지바시
- 일본 이시카와현 가호쿠군 우치나다정
- 프랑스 론알프 이제르주 부르고앙잘리외
- 오스트레일리아 뉴사우스웨일스주 더보

## 문화와 여행
- 중국역사문화명진: 퉁리(同里)
- 우장 박물관(吳江博物館)

## 같이 보기
- 퉁리 진